# Ejército visigodo

## Orígenes del ejército visigodo
Los visigodos, en sus migraciones alrededor de Europa recibieron importantes influencias de los pueblos germánicos, destacando especialmente las influencias en el terreno militar. Las primeras fuentes romanas que nos hablan de los visigodos nos dicen que lucharon en formación de falange, es decir, formando una larga línea recta en el frente de batalla, agrupados en clanes y tribus, intentando evitar que unas unidades destacaran por encima de otras para evitar rencillas y posibles deslealtades en el fragor de la batalla. Esto no evitaba que se pudieran formar unidades más pequeñas con cometidos explícitos tales como flanquear al enemigo. En estos primeros momentos el ejército visigodo no se reuniría sino esporádicamente cuando se produjese la unión de las diferentes tribus y familias, siendo en este caso el ejército la unión de estos clanes familiares.
Los métodos utilizados en las acciones bélicas eran muy precarios y de escasa o nula estrategia, realizando ataques en emboscada y en los casos en que tenían que realizar una acción defensiva, la única táctica que realizaban era la de cobijarse tras los carros de suministros formados en círculo, Thompson ha llegado a señalar que no serían capaces de tomar plazas fuertes debido a esta falta de organización.
En cuanto al armamento utilizado durante este periodo inicial, los visigodos utilizarían al igual que muchos pueblos germánicos un armamento simple pero también efectivo: lanza de acometida de unos dos metros de longitud con punta y contera de hierro, espada larga tipo celta de hierro, escudo plano con forma ovalada o rectangular de madera con umbo metálico en el centro, algunas fuentes dicen que emplearían, al igual que los francos, hachas arrojadizas (conocidas como "franciscas") y como protección, yelmo y cota de malla de hierro, aunque estas protecciones personales no estarían muy extendidas tanto por influencia cultural al no ser muy apreciadas en la cultura germánica como por su elevado precio ya que el coste de una cota de malla en época de Bajo Imperio Romano podía llegar a ser prohibitivo incluso para las propias legiones romanas.
Tras el paso del Danubio, la situación del ejército visigodo pasó a un estado de gran precariedad debido a que se les obligó a entregar las armas, por eso tras algunos enfrentamientos con tropas romanas, una de sus primeras actuaciones era hacerse con las armas del enemigo, sin embargo poco a poco se fueron rehaciendo y volvieron a ser un ejército plenamente armado. Tradicionalmente se ha mantenido que fue la caballería goda la que otorgó la victoria a los godos, no porque fuese superior en número a la infantería, pudiéndola calificar ya como caballería pesada, tanto por el armamento ofensivo, como por el defensivo, por las protecciones de hombre y bestias. Sin embargo siguiendo las fuentes, esta batalla, narrada por Amiano Marcelino, no supuso el paso al primer plano de la caballería, la victoria goda no se debió al papel de la caballería, siendo su participación puramente convencional, fue la infantería goda la que derrotó a la infantería romana, en gran parte por la superioridad numérica.

### Jerarquía militar
Desde los primeros tiempos la cabeza del ejército visigodo era el propio monarca al cual asistían los comes exercitus y el dux exercitus; los espartatarios eran nobles que formaban una unidad permanente que era mandada por el duque de espartatarios y de entre ellos se escogía a los fideles regis que conformaban la guardia personal del rey y que llegarían a tener una fuerte influencia política a lo largo de la existencia del reino de Toledo.
Los ejércitos de guarnición de las ciudades tenían una mayor importancia que las huestes y eran mandados por el comes civitatis siendo estos comes comandados por un dux provinciae, los cuales adquirieron este rango de especial relevancia militar desde el reinado de Leovigildo, pero que recibieran tanta importancia llevaría a que se propagaran los alzamientos provinciales por parte de estas guarniciones que muchas veces formaban parte de la comitiva del dux.

## Ejército Visigodo
En cuanto a la caballería siguieron siendo minoritarios por el alto coste de mantenimiento de los animales y por tanto se relacionaría siempre con la nobleza teniendo un altísimo valor simbólico y a los nobles que servían a caballo el rey les premiaba con tierras pero no se las otorgaba en propiedad.
La caballería podía ser usada para dispersar al enemigo o para flanquearlo.
Había dos tipos de caballería, la ligera, equipada con jabalina, lanza, spatha, sax o scramasax y un arco; la pesada utilizaría casi el mismo equipamiento que la usada durante el periodo romano al estilo de los catafractos y tenían como principal arma el Kontos, una lanza de gran longitud. Ambas usarían arneses y loriga de malla de hierro.

## De la batalla de Adrianópolis a la derrota de Vouillé.

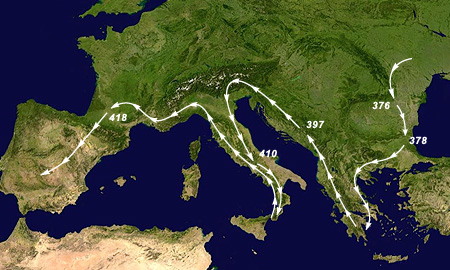
Recorrido de las campañas visigodas en tiempos de Alarico I.

La batalla de Adrianópolis en el 378 d. C. marcó un punto de inflexión para la organización militar visigoda (y en general para todo el pueblo visigodo pues las provincias de Dacia y Moesia quedaban en sus manos), pues hasta este momento la caballería había sido meramente auxiliar, pero la importancia de este cuerpo para aplastar a las legiones romanas, hará que se la tenga mucho más en cuenta y se basará en la caballería ostrogoda y alana obteniendo de estos el uso de los estribos para los caballos, lo cual los haría mucho mejores jinetes y el peso de la caballería aumentó en el ejército visigótico. Aún con todo, la infantería seguiría constituyendo el grueso de la tropa e incluso en muchas otras batallas la caballería llegaría a combatir desmontada. Ya en esta época se empiezan a ver ejércitos privados que son los que servirán al Imperio pero que terminarán de desarrollarse una vez que el Imperio Romano de Occidente haya caído.
A la muerte de Atanarico, todo el ejército godo pasa al servicio del Imperio como pueblo federado (foedus), uniéndose a las tropas regulares, formando un solo cuerpo, con los mismos efectivos y las mismas denominaciones que ya habían tenido bajo Constantino. A partir de estos momentos, la asimilación entre el ejército visigodo y el romano sería total, la organización de ambos ejércitos sería pues la misma, no solo en la división en unidades, sino también en el establecimiento de los mandos de dichas unidades, que serían ocupados por los nobles titulares de las comitivas armadas.
Una vez que los visigodos se instalaron en los límites del Imperio y empezaron a integrarse en el ejército romano, bien a título individual, bien participando en grupos, de forma tribal o como miembros de comitivas armadas de optimates, de ejércitos privados, comenzó a darse una asimilación de la organización, las técnicas y el armamento romano, sufriendo el ejército visigodo una transformación en muchos aspectos. Estas integraciones en el ejército romano, principalmente las de comitivas armadas, provocará que la influencia romana se manifieste principalmente en la organización militar, y así los optimates godos se convertirían en oficiales, mientras que el resto de los godos se convertirían en clase de tropa.
El saqueo de Roma (410d.C.) deja patente que los visigodos se habían integrado perfectamente en la organización militar romana llegando Alarico a ser la máxima autoridad militar en el Imperio.
En este periodo la composición del ejército visigodo seguiría un sistema decimal organizado en decaniae, centenas y millenas con sus respectivos oficiales al frente (Decanus, centenarius y millenarius respectivamente). Respecto al por qué de este tipo de organización, buena parte de los investigadores piensan que vendría de los continuos contactos con los romanos que presentarían una organización muy similar en sus legiones, pero otros indican que la propia estructura social goda se estructuraría en centenas. De todos modos el número de individuos presentes en estas unidades raramente era el que teóricamente debía componerlos pues como el ejército godo está compuesto por ejércitos particulares, éstos no solían estar compuestos por un número concreto de hombres.
Durante el periodo del Reino visigodo de Tolosa (actual Toulouse) se producirá un cambio en la condición de quienes formaban parte del ejército, que desde el siglo V ya no estaría formado exclusivamente por hombres libres y la inclusión de los no libres en el ejército se haría a través de un paso previo a la condición de libre. esto se daría especialmente en las comitivas de optimates (ejércitos privados). Desde las dificultades durante el reinado de Eurico para obtener soldados de extracción libre debido a que su conversión en propietarios les hacía reacios a abandonar sus propiedades por lo cual se obligaría a que los dueños de siervos acudan con ellos al llamamiento regio, aunque los siervos perteneciesen a su esposa, el botín obtenido por ellos pasaría al marido.
Aunque esto es la corriente mayoritaria entre los investigadores actualmente, pero la teoría tradicional sostiene que serían solo los hombres libres en edad de empuñar armamento los que debían formar parte del ejército godo, tomándose esto como un derecho y solo al final del reino visigodo los dueños de siervos deberían armarlos para ir con ellos a la guerra por lo que durante casi toda su historia sería un ejército de hombres libres.
Así permanecería en líneas generales el ejército visigodo incluso cuando emigraron desde la región oriental del Imperio hacia la Occidental y allí estableció mediante foedus el poderoso reino de Tolosa dominando buena parte de la Galia y de Hispania, pero este reino tolosano caerá tras la derrota de los visigodos en la batalla de Vouillé (507) por el ejército franco de Clodoveo I y desde entonces empezaron a centrarse en sus dominios hispánicos, atravesando los Pirineos y estableciéndose con su población en Hispania.

## SigloVII: establecimiento del Reino visigodo de Toledo e inicio del feudalismo.

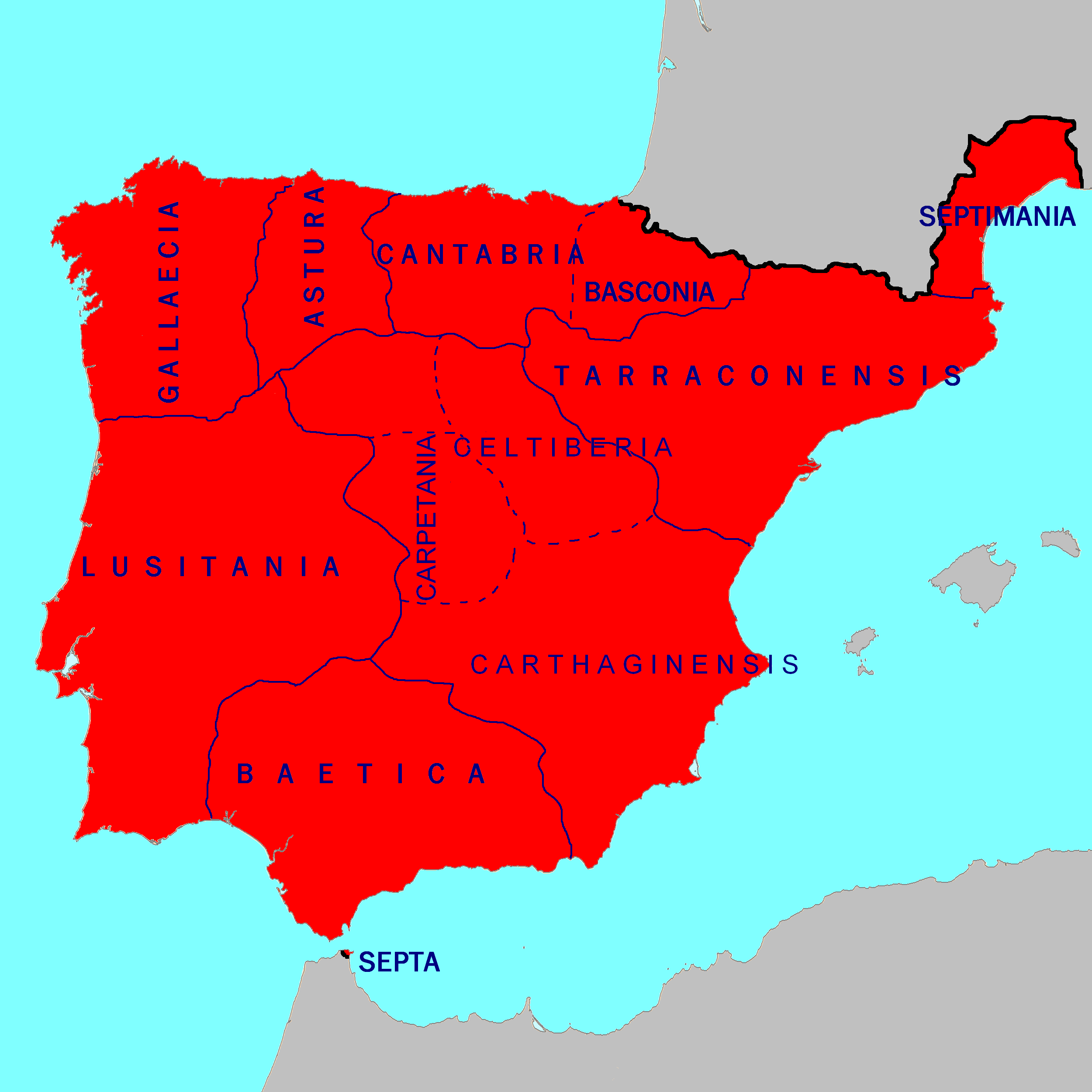
Reino visigodo y las provincias de la Hispania visigótica en 700 d. C.

Con la instauración del reino visigodo de Toledo, los visigodos se empiezan a identificar con Hispania al igual que su institución militar pues la recluta suele ser casi siempre de hispanorromanos y se ha llegado a hablar de un ejército hispano. Esta identificación con los territorios hispanos ha llevado a los investigadores a determinar que el control militar de la península por parte de los visigodos sería efectivo mediante el establecimiento de guarniciones militares privadas pertenecientes a los nobles en las principales ciudades siendo más importante el noble cuanto más importante fuese la ciudad en la que estuviese establecida su guarnición.
Se va configurando nuevamente al calor de los inicios de la época feudal. Así pues las tropas visigodas acudían a la convocatoria de armas el tiempo que durase la campaña y debían pagarse su alimentación y equipamiento. Era un ejército de aristócratas adinerados los conocidos como Seniores Gothorum unidos al rey mediante relaciones de servidumbre o fidelidad (unas 500 familias) que reclutaban las tropas entre sus siervos son por tanto un ejército privado que debía ayudar a la hueste regia, serían un cuerpo profesional fijo conocido como exercitus.
Algunos reyes visigodos legislaron para hacer obligatoria la incorporación del siervo al ejército. El hecho de que los ejércitos nobiliarios tuvieran un carácter privado y que tuvieran que auxiliar a las huestes reales haría que en muchos casos los intereses del rey (casi siempre de carácter más estratégico) difiriesen de los intereses nobiliarios casi siempre más centrados en aumentar sus patrimonios personales gracias al botín de guerra.
Un factor de la composición del ejército visigodo que todavía está por dilucidar es el de la integración de la población hispanorromana, y aunque está claro que la población autóctona terminó teniendo las mismas obligaciones militares que los godos hay diferentes posturas respecto a cuando se produjo este hecho:
1. Los que postulan que la participación fue muy tardía, ya a finales del VII, matizando algunos que pudo producirse con la unidad religiosa impuesta por Recaredo. Sánchez Albornoz dice que no pudo suceder antes del reinado de Leovigildo y que previamente los hispanorromanos solo pudieron formar en el ejército visigodo en casos de necesidad apremiante.
2. Una corriente intermedia que dice que el arrianismo sería un elemento diferenciador y durante este periodo arriano, solo algunos hispanorromanos destacados podían acceder a cargos militares, por tanto la incorporación completa solo se produciría tras la unificación religiosa.

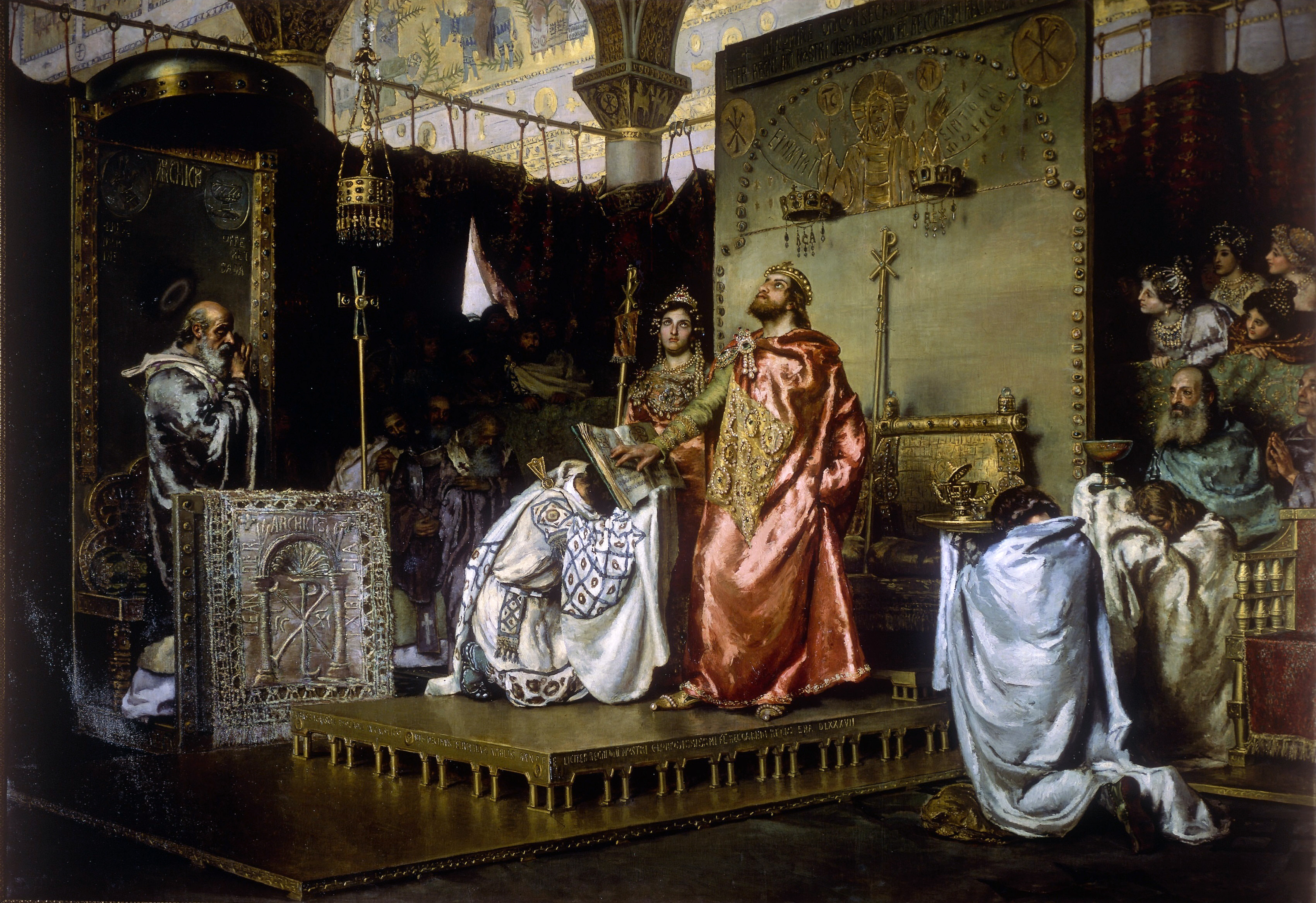
Reino visigodo de Toledo, unidad religiosa. Conversión de Recaredo al catolicismo, por Muñoz Degrain. Palacio del Senado.Madrid

3. Los que sostienen que la incorporación de hispanorromanos fue muy temprana, incluso en época tolosana. Es una corriente mucho más diversificadaReino visigodo de Toledo, unidad religiosa. Conversión de Recaredo al catolicismo , por Muñoz Degrain. Palacio del Senado.Madrid entre los que piensan que se daría desde los primeros momentos del reino de Tolosa pero sin mezclar a godos y romanos; los que dicen que desde el reinado de Eurico la población autóctona estaría obligada a su reclutamiento y muy probablemente ya se les obligaría a contribuir con sus siervos; Orlandis señala que en el reino de Toledo solo se prescindió de los hipanorromanos cuando no eran necesarios;[4] otros defienden que se producirían colaboraciones puntuales desde los primeros tiempos, siempre en caso de necesidad y el tránsito de un ejército formado exclusivamente por godos vendría sobre todo desde la separación entre ostrogodos y visigodos y las posteriores guerras civiles.

El rey convocaba a los militares mediante una regalis ordinatio donde se establecía en qué momento debían reunirse y aunque no había una época del año concreta, sí hubo reinados que tuvieron una actividad bélica anual y duradera como con Leovigildo. La regalis ordinatio no era necesaria en caso de que el reino fuera atacado pues el jefe militar de la provincia a defender debía convocar al ejército de forma automática debiendo acudir todo aquel en condición de servir militarmente en un radio de cien millas del foco de la agresión, pero no siempre se cumpliría esta obligación y Wamba debió dictar unas leyes mucho más duras contra quienes no acudiesen a la defensa del reino, pero tampoco solucionaron el problema.